# Moyamba
Moyamba ist eine Stadt in Sierra Leone. Sie ist Hauptort des Distrikts Moyamba und liegt in der Southern Province im Kaiyamba-Chiefdom. Der Ort liegt rund 100 Kilometer südöstlich der Hauptstadt Freetown und hat etwa 26.000 Einwohner (für Chiefdom; Stand 2015).

## Wirtschaft und Infrastruktur
In den Mokanji-Hügeln nahe der Stadt wird Bauxit abgebaut. Die Stadt ist Umschlag- und Marktplatz für Ingwer, Kolanüsse, Palmöl und -kerne sowie Reis.
Der Ort verfügt über ein kleines Spital, Polizeistation und Verwaltungsgebäude der lokalen Regierung. Die Straßen in der Umgebung sind meist in mäßigem Zustand. Moyamba hat keinen Flugplatz, der diesen Zustand wettmachen könnte.

## Söhne und Töchter der Stadt
- Siaka Stevens (1905–1988), Präsident von Sierra Leone 1971 bis 1985
- Bockari Kortu Stevens (* 1950), Diplomat